# الاتحاد الوطني لكشافة تيمور الشرقية
الاتحاد الوطني لكشافة تيمور الشرقية هو المنظمة الكشفية الوطنية في تيمور الشرقية ولقد تأسس في 2 ديسمبر 2005 من خلال دمج فيلق الكشافة الكاثوليكية في تيمور الشرقية  و كشافة تيمور الشرقية .
تيمور الشرقية هي واحدة من 29 دولة يوجد بها حركة كشفية لكن لا يوجد بها منظمة كشفية وطنية تكون عضوة في المنظمة العالمية للحركة الكشفية.